# Hadelin de Celles
Pour les articles homonymes, voir Hadelin.
Saint Hadelin (617-690) est un moine de Solignac (France), disciple de saint Remacle, et sans doute son compagnon à Stavelot. Il est originaire d'Aquitaine. Guidé par saint Remacle, il se retire dans un ermitage (wallon céle, c'est-à-dire cellule) — dans la région de la Lesse près de Dinant (Belgique). Il y est rejoint par plusieurs disciples qui sont les évangélisateurs de la région. Cette communauté monastique est à l'origine du village de Celles et de sa collégiale.

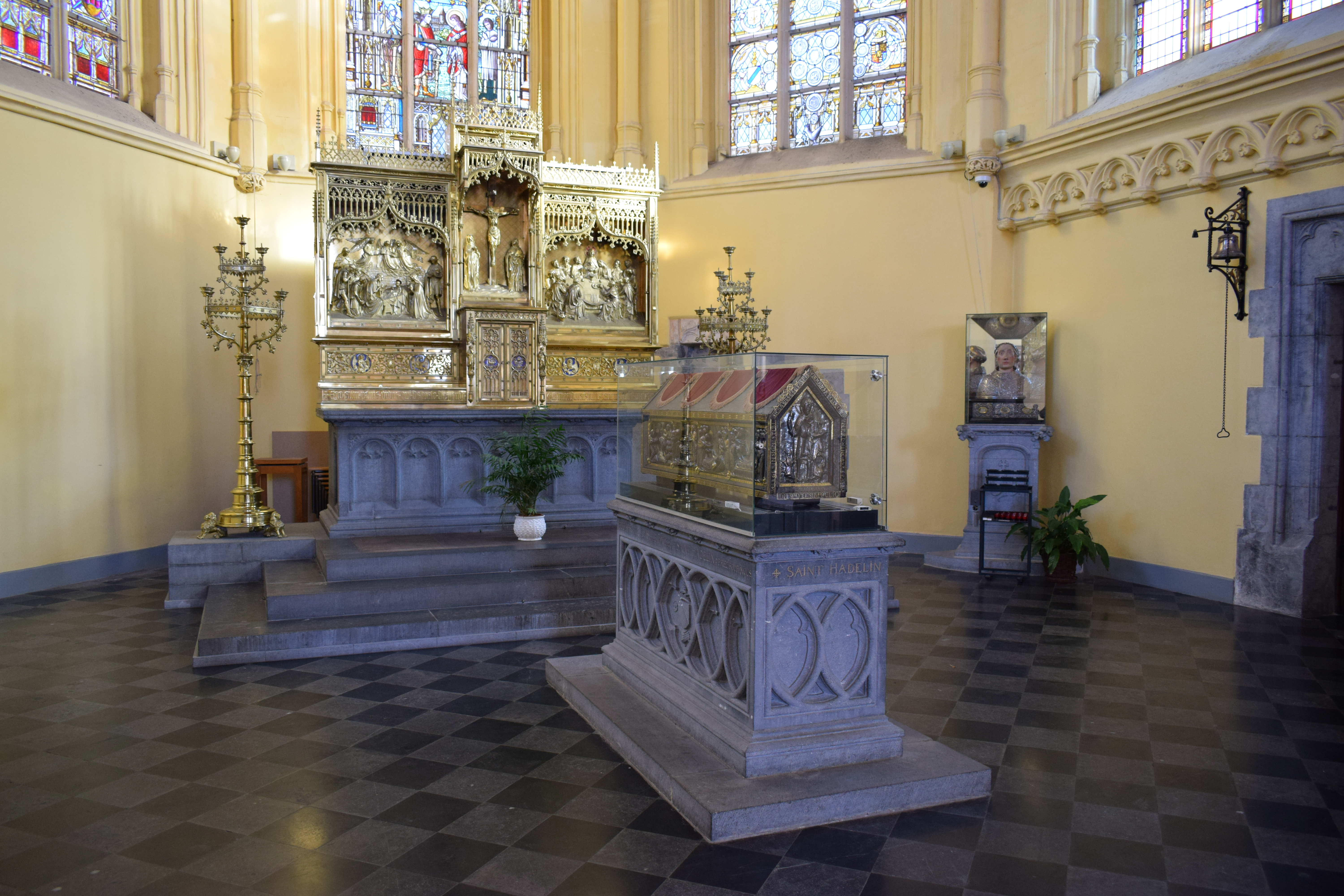
Châsse des reliques de saint Hadelin, église Saint-Martin, Visé.

Un chapitre de chanoines se consacre à vénérer sa mémoire dans la bourgade de Celles (ce qui donna à son église le titre de collégiale). En 1046, l'évêque de Liège, Wazon, fait réaliser une châsse pour les reliques du saint. D'abord conservée à Celles, la châsse de saint Hadelin accompagne les chanoines qui, ne se sentant plus en sécurité à Celles, déménagent pour s'installer en 1338 sur un domaine que leur donne l'évêque de Liège, à Visé.
Ce trésor de l'art mosan peut encore être admiré dans l'église de Saint-Martin à Visé. Elle est portée en procession chaque 3e dimanche de septembre.